# Estación Juan Francisco Ibarra
Juan Francisco Ibarra es una estación ferroviaria, ubicada en la localidad de Juan Francisco Ibarra,de una treintena de habitantes. partido de Bolívar, Provincia de Buenos Aires, Argentina.
Pertenece al Ferrocarril General Roca de la Red ferroviaria argentina, en el ramal que une la estación Empalme Lobos y Carhué. 

## Servicios
Sus vías están concesionadas a la empresa de cargas Ferroexpreso Pampeano, sin embargo, se realizan esporádicos operativos de cargas por estas vías.
Desde diciembre de 2012 no opera servicios de pasajeros. Estos eran prestados por la empresa provincial Ferrobaires.